# Afzelia peturei
Afzelia peturei är en ärtväxtart som beskrevs av De Wild. Afzelia peturei ingår i släktet Afzelia och familjen ärtväxter. Inga underarter finns listade i Catalogue of Life.